# Cardiectomie

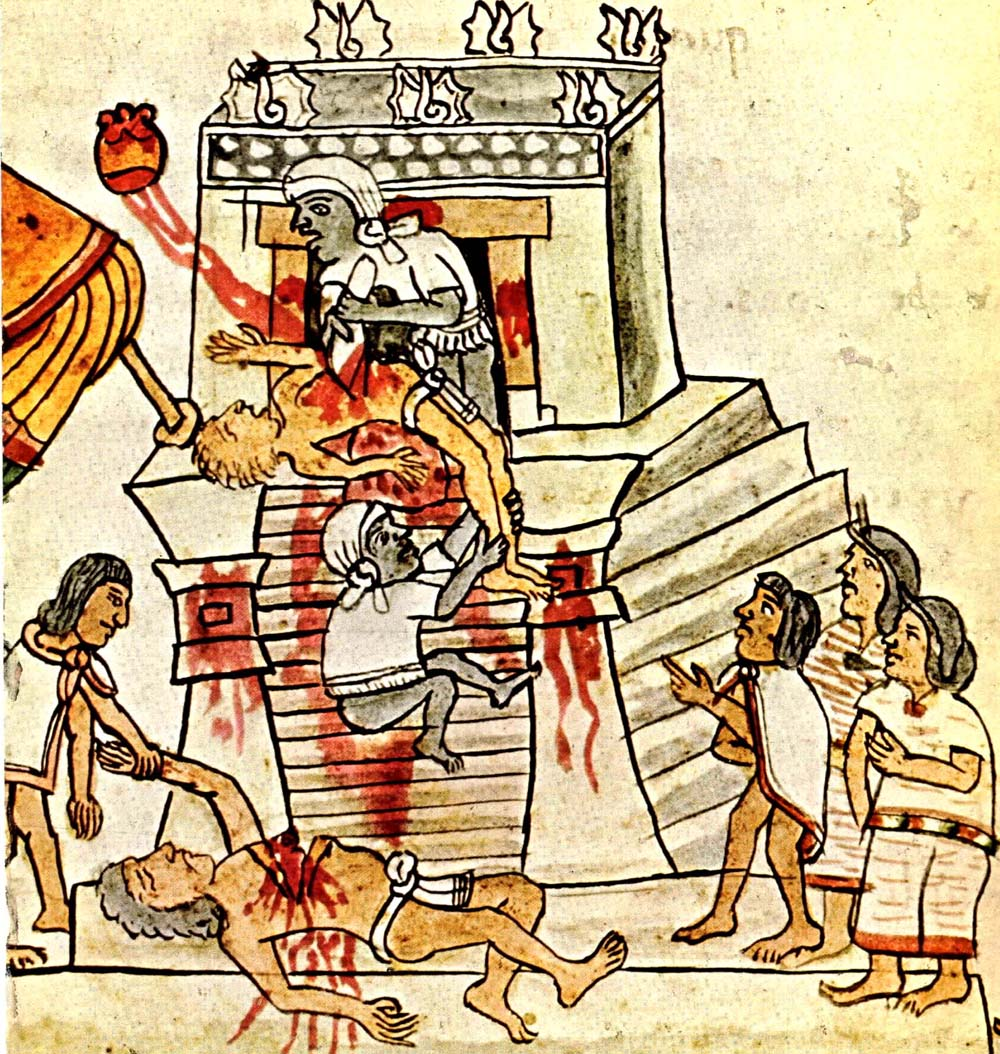
Exemple de sacrifice humain par cardiectomie (Codex Magliabechiano).

La cardiectomie est une technique rituelle de sacrifice humain qui consiste à extraire le cœur, encore palpitant, du sacrifié de sa cage thoracique à l'aide d'instruments en silex ou en obsidienne. Elle a été pratiquée de manière régulière et parfois massive en Mésoamérique.
En chirurgie cardiaque moderne, la cardiectomie est le nom donné à une des étapes d'une intervention de transplantation cardiaque orthotopique (situé à sa place normale), consistant à ôter le cœur malade, sous couvert d'une circulation sanguine extra-corporelle, avant d'implanter le cœur d'un patient donneur en état de mort encéphalique. La cardiectomie est réalisée après sternotomie médiane et mise en place de la circulation extra-corporelle. 

## Moyens
Les objets retrouvés sur différents sites archéologiques ont été regroupés en fonction de leur utilisation présumée, par similitude avec les instruments chirurgicaux actuels.
La « pierre de sacrifice » de forme convexe parait la plus commode pour placer la victime en hyperextension, sur le dos en concavité postérieure. C'est la position encore utilisée en chirurgie cardiaque. Une surface horizontale peut convenir en y ajoutant un rouleau quelconque. Après la conquête espagnole, des sacrifices ont eu lieu avec la victime attachée en position debout, ce qui, selon Francis Robicksec (en) (1925-2020), traduirait une influence chrétienne.

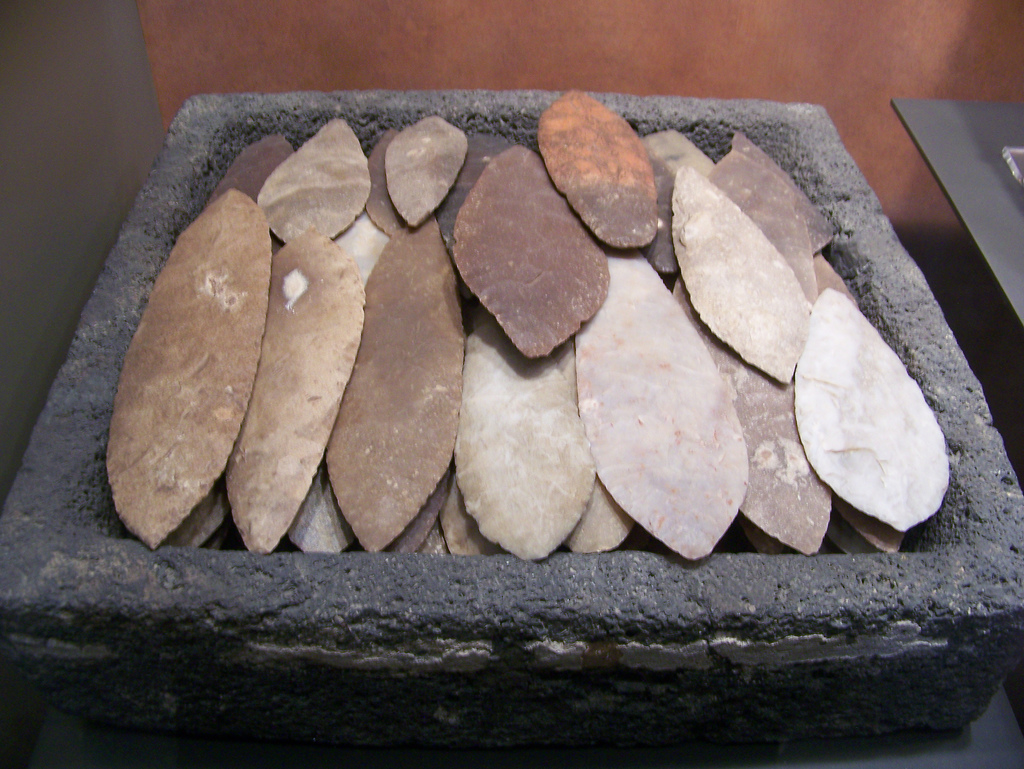
Offrande aztèque de cérémonie : lames de silex pour sacrifice humain (Musée de Mexico).

Les couteaux et scalpels sont des lames de silex ou d'obsidienne de 6 à 76 cm de longueur. Les plus petites sont classées comme pointes de flèches. Le tranchant en obsidienne peut surpasser celui des rasoirs et scalpels chirurgicaux modernes (fin du XXe siècle). On ne sait pas si ces lames étaient utilisées directement à la main, ou emmanchées, le bois éventuel ayant le plus souvent disparu.
Le couteau à griffe est un instrument énigmatique, il se présente comme une sorte de trident sur une lame semi-circulaire. On le voit porté par des prêtres-sacrificateurs, mais on n'en connait pas l'utilisation. Selon Robicsek, qui a observé directement plusieurs modèles, il n'existe aucun instrument chirurgical européen, ancien ou moderne, qui s'en approche. Il aurait pu servir à exposer le cœur arraché. Selon Clarkson, il s'agirait d'un instrument destiné à reproduire les blessures infligées par un jaguar.
Les lames dentelées ou couteaux à scies sont des instruments en silex, de formes variées. Testés sur des os humains, plusieurs de ces instruments tranchent aisément le sternum ou les côtes. Enfin, il existe aussi des outils de pierre ou de jade, classés comme tête de marteau et poinçons, dont certains auraient pu servir à sectionner le sternum.
Il n'existe aucune preuve que tous ces instruments aient été réellement utilisés dans l'arrachage du cœur. A l'exception toutefois des lames plates de silex utilisés comme scalpels, pour lesquels on dispose d'une documentation suffisante.

## Méthode
On ne sait pas avec précision quelles sont les techniques qui ont été utilisées pour extraire le cœur des victimes.  Les représentations de sacrifices humains, dans les chroniques indigènes et espagnoles, ne sont généralement pas assez précises, voire sont jugées comme peu réalistes par les chercheurs.
Les méthodes considérées comme plausibles, parce qu'efficaces, ont été étudiées par des chirurgiens historiens, du point de vue théorique et pratique (sur le cadavre), dans le cadre d'une archéologie expérimentale. Ces méthodes sont  l'approche intercostale latérale du côté gauche, la thoracotomie bilatérale transversale et la voie d'abord par l'épigastre.

### Sternotomie médiane
Il s'agit d'une voie d'abord moderne en chirurgie cardiaque, où l'opérateur divise verticalement le sternum en deux avec une scie électrique. Selon Robicsek, ce procédé pourrait être possible avec de nombreux marteaux et poinçons retrouvés sur les sites archéologiques, mais très improbable car trop long et trop difficile à réaliser.

### Voie d'abord intercostale latérale du côté gauche
Cette technique consiste à pratiquer une incision du côté gauche du sternum de manière à pouvoir ensuite passer la main entre deux côtes.
C'est la méthode moderne utilisée pour le massage cardiaque interne (à thorax ouvert, entre les cinquième et sixième côtes), c'est la technique jugée la plus simple et la plus rapide par le chirurgien cardiologue Francis Robicsek, qui a comparé l'efficacité théorique des différentes méthodes.  De plus, les premières annales espagnoles rapportent que le cœur était enlevé du côté gauche de la poitrine.
Toutefois, elle a le défaut de procurer un accès médiocre avec une exposition insuffisante pour l'extraction du cœur. On ne connait pas d'équivalent mesoaméricain de l'écarteur de côtes utilisé en chirurgie moderne. Suárez de Peralta évoque la possibilité que le sacrificateur utilise le couteau en silex pour écarter les côtes, après avoir pratiqué l'incision, en lui donnant un quart de tour, afin d'introduire plus aisément la main à l'intérieur de la cage thoracique. L'étudiant en médecine Efraín Castro a affirmé en 1972 avoir réussi à mettre facilement cette technique en application sur un cadavre.
Selon Robicsek, on peut penser que cette technique était la plus répandue chez les Mayas peu avant, et au début de la colonisation espagnole.

### Thoracotomie bilatérale transversale

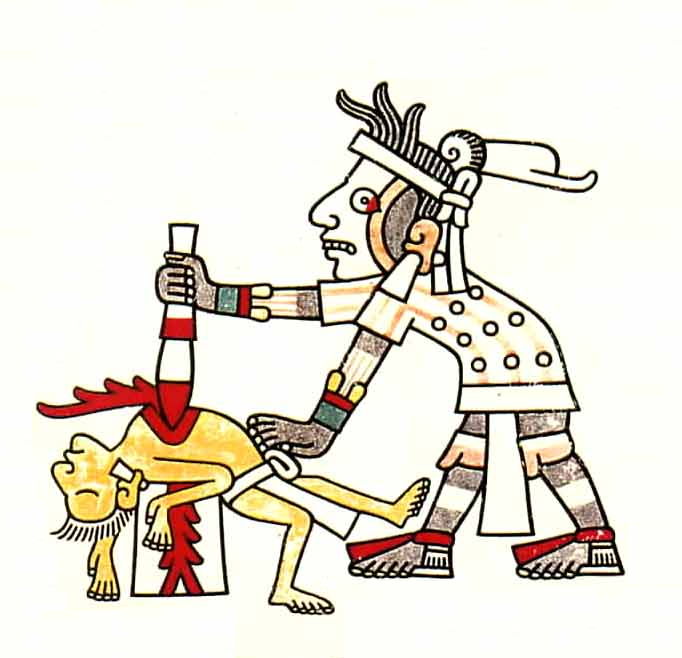
Sacrifice humain (Codex Laud).

Cette technique débute comme la précédente, mais elle se poursuit au-delà du sternum jusqu'à l'espace intercostal droit. Cette procédure ouvre la plèvre avec pneumothorax bilatéral massif, la victime perdant conscience en deux à trois minutes par anoxie cérébrale. Le prêtre-sacrificateur dispose alors de 5 à 6 minutes pour extraire le cœur palpitant de la victime encore vivante. Cette approche est facilitée par la position de la victime (en hyperextension) sur la pierre de sacrifice.
Selon Robicsek, cette technique était prédominante durant toute la période maya classique, car la plus proche des représentations de sacrifices (peintures, statuettes…).

### Voie d'abord à travers le diaphragme
Elle incise l'épigastre de la pointe du sternum jusqu'à l'ombilic, puis horizontalement sous le diaphragme, et à travers lui, atteint le cœur. Cette méthode a l'avantage de passer uniquement à travers des tissus mous.
Selon Coury, « le prêtre-bourreau plongeait la main dans la profondeur et la dirigeait vers le haut pour traverser le diaphragme et se saisir de la masse cardio-péricardique qui était extirpée à force par arrachement manuel ».
Selon Robicsek, ce procédé est à exclure car l'éviscération fait obstacle. Elle est difficile à pratiquer sur une victime consciente, et ce, pour obtenir un cœur endommagé avec « la désapprobation des assistants à la cérémonie ».